# Ханскен (слониха)

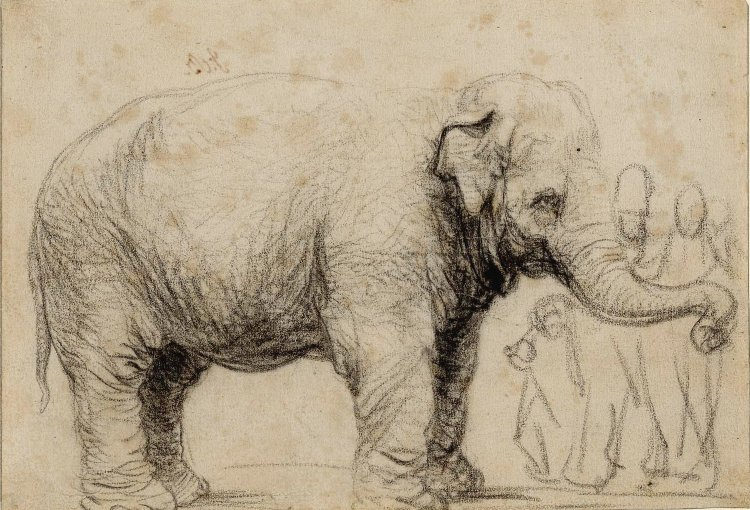
Ханскен. Эскиз Рембрандта (1637).

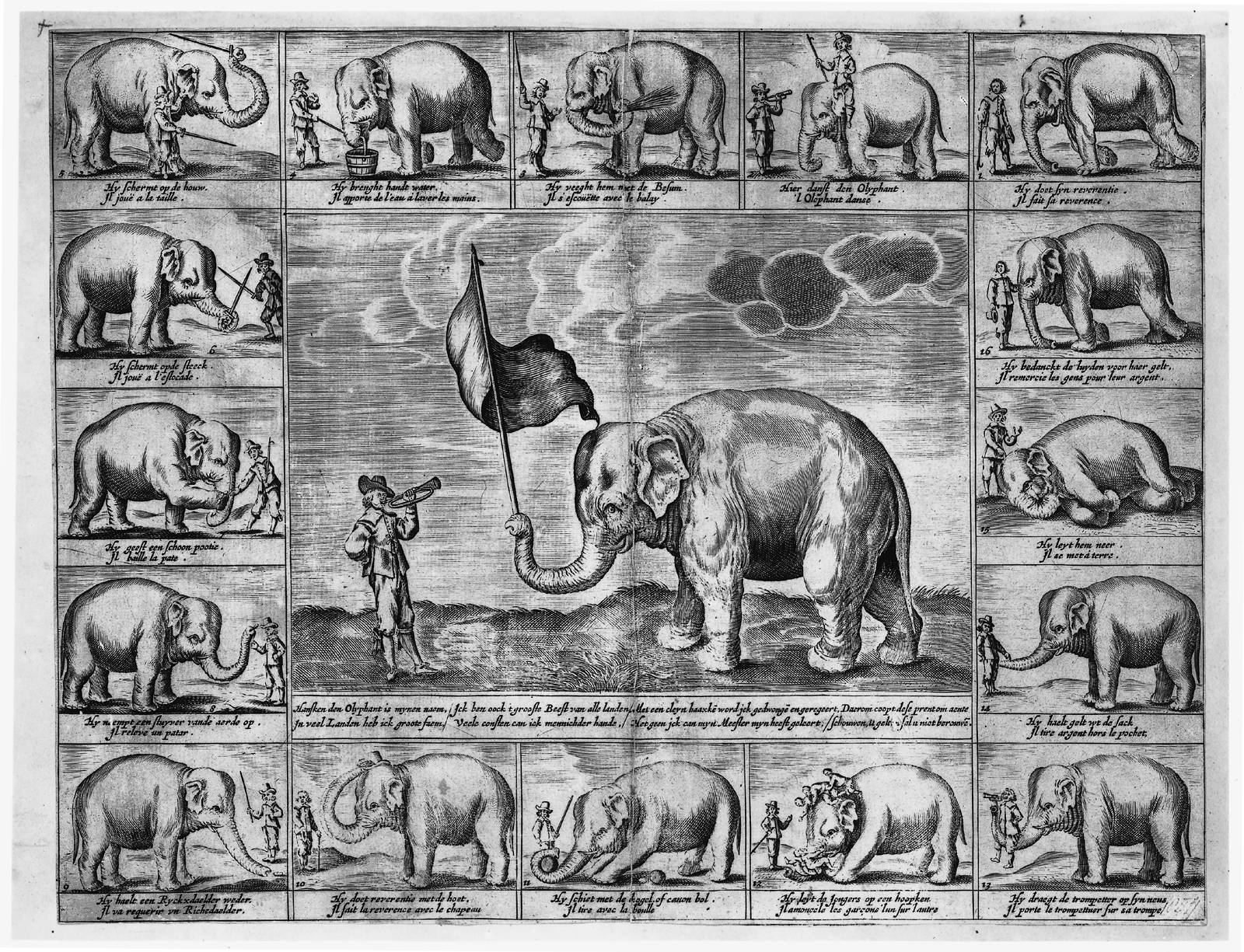
Анонимная гравюра XVII века по меди, показывающая выполняемые Ханскен трюки.

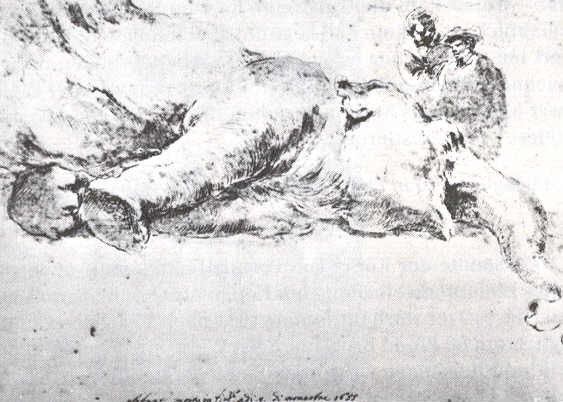
Рисунок тела Ханскен, выполненный Стефано делла Белла (1655).

Ханскен (1630 — 9 ноября 1655) — азиатская слониха, получившая известность в начале XVII века в Европе. Она гастролировала во многих странах, демонстрируя цирковые трюки; её рисунки оставили Рембрандт и Стефано делла Белла.
Ханскен родилась на тогдашнем Цейлоне (современная Шри-Ланка) и была доставлена в Голландию в 1637 году. Её имя является голландской уменьшительной формой малаяламского слова «Aana», означающего «слон». Рембрандт видел её в Амстердаме в 1637 году и сделал четыре эскиза с неё с помощью мела.
Ханскен посетила ярмарки в Нидерландах и Германии. Она появлялась в Гамбурге в 1638 году, в Бремене в 1640 году, в Роттердаме в 1641 году, во Франкфурте в 1646 и 1647 годах, в Люнебурге в 1650 году. Также, вероятно, она была в Лейпциге в 1649 и 1651 годах.
В XVII веке считалось, что слоны обладают очень развитиыми интеллектуальными способностями. Следуя Плинию, считалось, что слон был ближе всего к человеку по интеллекту и что слоны могут понимать речь, выполнять приказы и имеют понятие о религии и совести. Плиний писал, что слон даже может научиться писать слова с помощью греческого алфавита.
Ханскен не оправдывала таких ожиданий, но она могла махать флагом, стрелять из пистолета, бить в барабан, вытягивать свои передние ноги, вытаскивать деньги из карманов, надевать шляпу, носить вёдра с водой и подбирать монеты с земли.
В июле 1651 года Ханскен побывала в Цюрихе, Золотурне, Брегенце и Санкт-Галлене, а также в Риме. Она посетила Флоренцию, где она была нарисована художником Стефано делла Белла. Он также нарисовал её тело после смерти 9 ноября 1655 года.